# Arctostaphylos insularis
Arctostaphylos insularis är en ljungväxtart som beskrevs av Greene et Parry. Arctostaphylos insularis ingår i släktet mjölonsläktet, och familjen ljungväxter. Inga underarter finns listade i Catalogue of Life.

## Bildgalleri

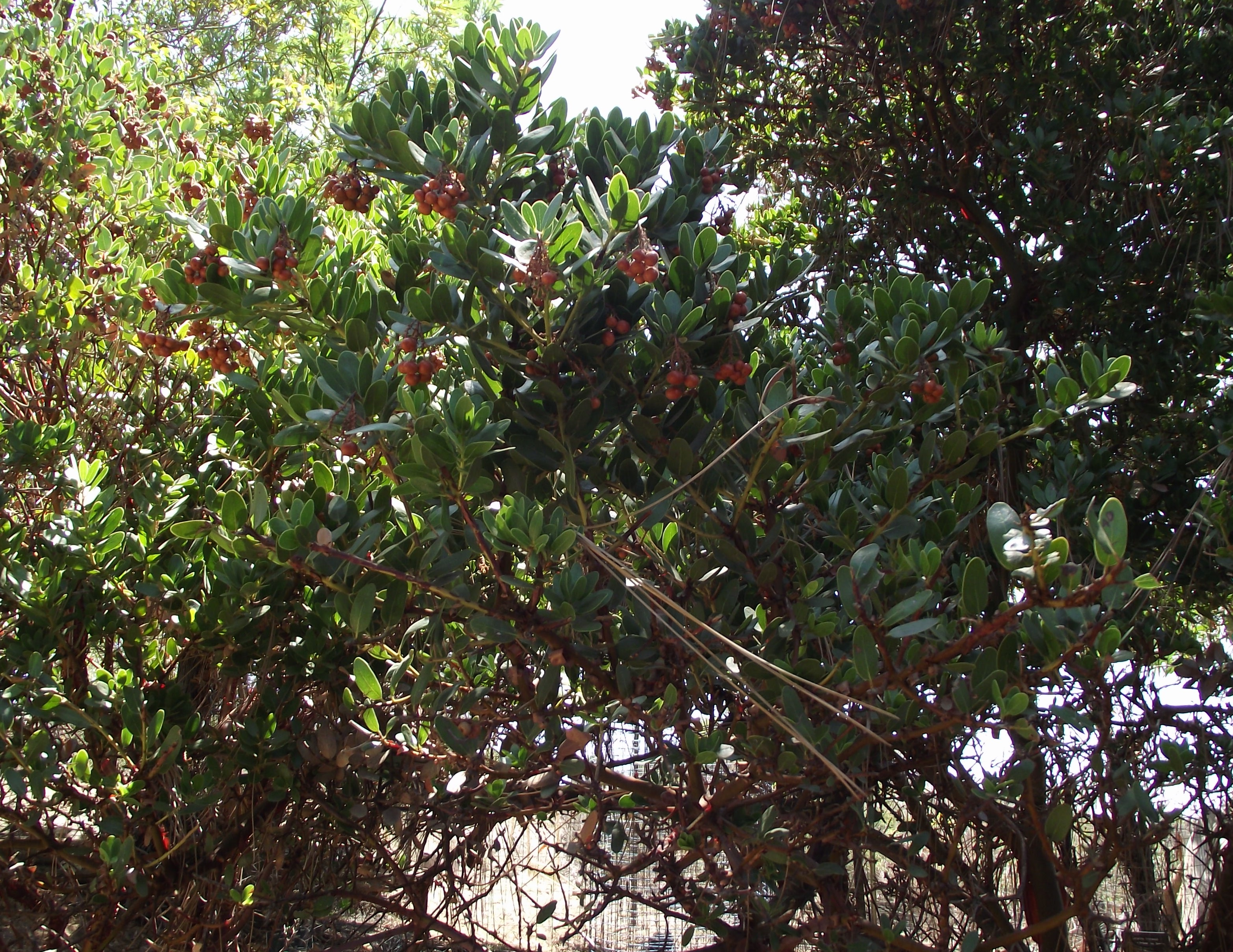
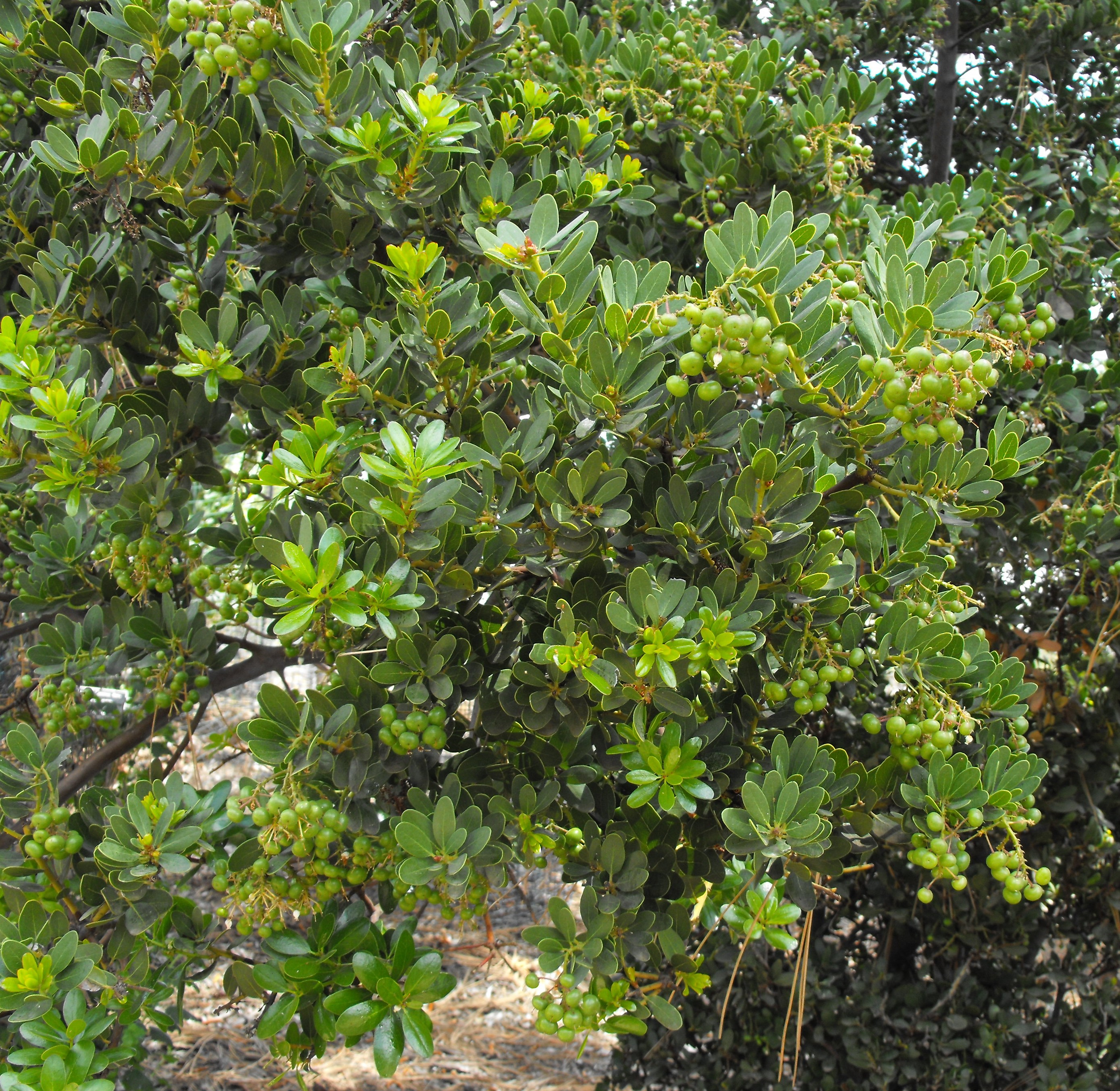